# Lasse-Maja

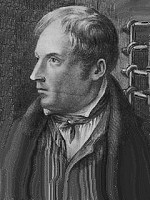
Lasse-Maja.

Lasse-Maja, eigentlich Lars Larsson Molin (* 5. Oktober 1785 in Ramsberg in Västmanland; † 4. Juni 1845), war ein schwedischer Trickdieb. Auf seinen Diebestouren durch das Land verkleidete er sich stets als Frau. Von dieser Angewohnheit rührt sein Spitzname Lasse-Maja her. Häufig nahm er eine Stelle als Haushälterin in Privathaushalten an. Sobald er diese ausgeraubt hatte, kleidete er sich wieder normal und konnte, da eine Frau gesucht wurde, auf diese Weise lange einer Verhaftung entgehen. Nachdem er aber in der Kirche von Järfälla das Kirchensilber gestohlen hatte, wurde er 1813 festgenommen und zu lebenslanger Zwangsarbeit auf der Festung Carlsten in Marstrand verurteilt. Erst nach 26 Jahren wurde er 1838 von König Karl XIV. Johann begnadigt.
Während seiner Zeit im Gefängnis schrieb er seine Memoiren: Lasse-Majas besynnerliga äventyr (Lasse-Majas seltsame Abenteuer). Nach seiner Entlassung beschloss er Bauer zu werden und ließ sich bei Arboga nieder. Dort starb er 1845 und liegt vor der Heiligen Dreifaltigkeitskirche begraben.
In der Kirche seiner Geburtsstadt Ramsberg gibt es einen Gedenkstein über Lasse-Maja mit der Inschrift:
I Ramsberg hans vagga
I Arboga hans grav
I rättsprotokollet hans minne
In Ramsberg seine Wiege
In Arboga sein Grab
Im Prozessprotokoll sein Andenken
Einige Kilometer südlich der Kirche, in Morskoga, beginnt ein Wanderweg mit Informationsschildern über Lasse-Maja, der seiner angenommenen Wanderung von seinem Geburtsort bis zu seinen Verwandten in Ösarhytta folgt. Eine der Passagierfähren zwischen den beiden Ortsteilen von Marstrand trägt zudem seinen Namen.

## Weblink
- Edvard Matz: Lars Larsson (Lasse-Maja) Molin. In: riksarkivet.se. Abgerufen am 7. Juli 2021 (schwedisch).

| Personendaten    | Personendaten                         |
| ---------------- | ------------------------------------- |
| NAME             | Lasse-Maja                            |
| ALTERNATIVNAMEN  | Molin, Lars Larsson (wirklicher Name) |
| KURZBESCHREIBUNG | schwedischer Trickdieb                |
| GEBURTSDATUM     | 5. Oktober 1785                       |
| GEBURTSORT       | Ramsberg, Västmanland                 |
| STERBEDATUM      | 4. Juni 1845                          |